# 不倫期限
『不倫期限』（ふりんきげん、ルーマニア語: Marți, după Crăciun、英語: Tuesday, After Christmas）は2010年のルーマニアの映画。
日本では劇場未公開だが、2011年4月6日にDVDが発売された他、同年12月12日にWOWOWで放送された。

## ストーリー
娘のかかりつけの歯科医と不倫関係にある妻子持ちの男の姿を描く。

## 登場人物
- パウル・ハンガヌ - ミミ・ブラネスク (ro:Mimi Brănescu)： 妻子持ちの銀行員。
- ラルーカ - マリア・ポピスタス (ro:Maria Popistașu)： 歯科医。パウルの愛人。
- アドリアナ・ハンガヌ - ミレーラ・オプリショル (ro:Mirela Oprișor)：パウルの妻。

## 受賞
2010年11月にイングランド・リーズで開催された第24回リーズ国際映画祭 (Leeds International Film Festival) で「Golden Owl Award（金フクロウ賞）」を受賞。